# إمام جاني
إمام جاني (بالسويدية: Imam Jagne)‏ هو لاعب كرة قدم سويدي، ولد في 1 أكتوبر 2003 في غامبيا. لعب مع نادي هكن.

## وصلات خارجية
- إمام جاني على موقع اتحاد السويد (السويدية)
- إمام جاني على موقع قاعدة بيانات كرة القدم.إي يو (الإنجليزية)
- إمام جاني على موقع Soccerway.com (الإنجليزية)
- إمام جاني على موقع عالم كرة القدم.نت (الإنجليزية)